# NGC 1624
NGC 1624 је расејано звездано јато у сазвежђу Персеј које се налази на NGC листи објеката дубоког неба.
Деклинација објекта је + 50° 27' 42" а ректасцензија 4h 40m 36,4s. Привидна величина (магнитуда) објекта NGC 1624 износи 11,8. NGC 1624 је још познат и под ознакама OCL 403, LBN 722.